# Papaver horridulum
Papaver horridulum ((Hook. f. & Thomson) Christenh. & ByngI, 2018) è una pianta appartenente alla famiglia delle Papaveraceae, diffusa sulla catena dell'Himalaya tra i paesi di Cina, India, Myanmar e Nepal.
Ha fiori delicati di colore blu da pallido ad intenso, talvolta striati di rosso o lilla. Ne esistono molte cultivar per il giardinaggio.